# Bola de Drac Super: el Superheroi
Bola de Drac Super: el Superheroi (ドラゴンボール超 スーパーヒーロー, Doragon Bōru Sūpā Sūpā Hīrō) és una pel·lícula japonesa animada per ordinador d'arts marcials i aventures del 2022. Està dirigida per Tetsuro Kodama, produïda per Toei Animation i escrita pel creador de la sèrie Bola de Drac, Akira Toriyama. És el vint-i-unè llargmetratge de Bola de Drac en general, el quart produït amb la participació directa de Toriyama, el segon amb la marca Bola de Drac Super i el primer que es produeix principalment amb animació 3D. La pel·lícula segueix en Cor Petit i el seu antic deixeble en Son Gohan mentre emprenen una missió per salvar el món del recentment reformat Exèrcit de la Cinta Vermella.
Havia de sortir originalment al Japó el 22 d'abril de 2022, però es va estrenar finalment l'11 de juny, a causa d'una intrusió no autoritzada a la xarxa a Toei Animation. En català, es va estrenar per cinemes el 2 de setembre de 2022 portada per Crunchyroll, el primer producte audiovisual que porta en català aquesta empresa. Una campanya a Twitter impulsada el maig de 2022 havia reclamat el doblatge català de la pel·lícula, després que la distribuïdora no s'hagués pronunciat sobre si també hi hauria còpies en aquesta llengua.
En català, els personatges tenen les veus de David Jenner (Son Gohan), Meritxell Ané (Pan), Xavi Fernández (Cor Petit), Cesc Martínez (Gamma 1), Hector Garcia (Gamma 2), Ivan Posada (Dr. Hedo), Joan Carles Gustems (Carmine) i Jordi Boixaderas (Magenta), entre d'altres.

## Argument
Al planeta d'en Bills, en Goku i en Vegeta continuen entrenant-se sota en Whis, i a més ara se'ls uneix en Broly per aprendre a controlar la seva ràbia. Mentrestant, a la Terra, l'Exèrcit de la Cinta Vermella ressuscitat, dirigit pel comandant Magenta i l'oficial d'estat major Carmine, recluta el doctor Hedo, net del doctor Gero, per venjar-se d'en Cor Petit i en Son Gohan. Sota la guia d'en Hedo, l'Exèrcit crea dos nous androides, el Gamma 1 i el Gamma 2, per actuar com a superherois a l'ull públic. El Gamma 2 és desplegat per atacar en Cor Petit, que perd la lluita. En Cor Petit segueix el Gamma 2 fins a la base de l'exèrcit i descobreix que en Magenta i en Hedo estan treballant en un nou androide anomenat Cell Max, una versió nova i millorada de l'arma definitiva del Dr. Gero, en Cèl·lula.

## Actors de doblatge

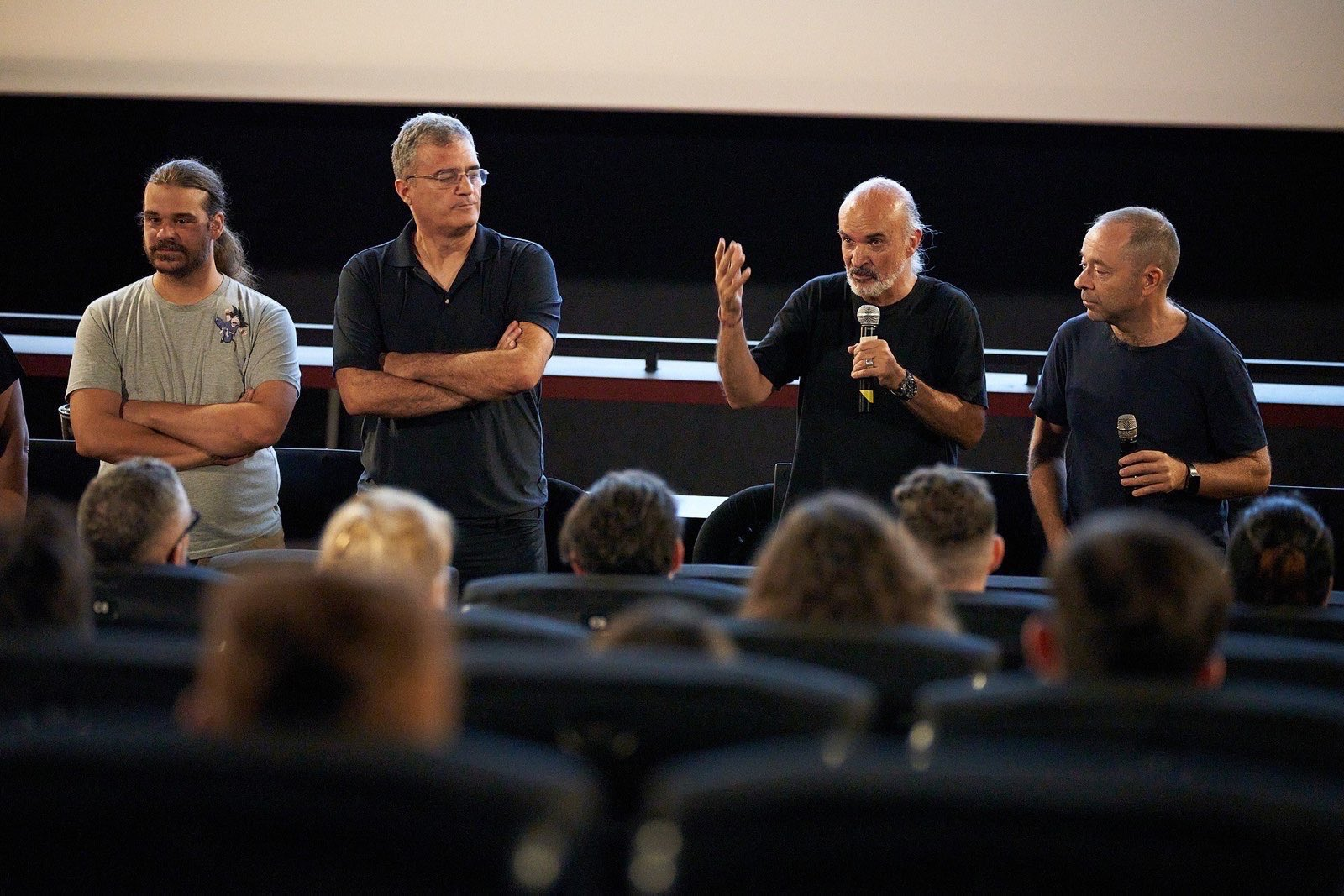
El director del doblatge, Carles Nogueras (segon per l'esquerra), juntament amb David Jenner, Xavi Fernández i Pep Ribas, per ordre d'esquerra a dreta.

| Personatge | Japonès         | Català              |
| ---------- | --------------- | ------------------- |
| Son Gohan  | Masako Nozawa   | David Jenner        |
| Goku       | Masako Nozawa   | Marc Zanni          |
| Son Goten  | Masako Nozawa   | Elisabet Bargalló   |
| Cor Petit  | Toshio Furukawa | Xavier Fernàndez    |
| Vegeta     | Ryō Horikawa    | Joan Sanz           |
| Pan        | Yuko Minaguchi  | Meritxell Ané       |
| Videl      | Yuko Minaguchi  | Eva Lluch           |
| Krilin     | Mayumi Tanaka   | Marta Barbarà       |
| Yajirobai  | Mayumi Tanaka   | Maria Moscardó      |
| Bulma      | Aya Hisakawa    | Roser Contreras     |
| Trunks     | Takeshi Kusao   | Carme Calvell       |
| A-18       | Miki Itō        | Pilar Morales       |
| Broly      | Bin Shimada     | Josep Maria Mas     |
| Karin      | Ken Uo          | Jordi Pineda        |
| Dende      | Ai Hirano       | Carles Lladó        |
| Shenron    | Ryūzaburō Ōtomo | Francesc Belda      |
| Bills      | Kōichi Yamadera | Alfonso Vallés      |
| Whis       | Masakazu Morita | Marcel Navarro      |
| Cheelai    | Nana Mizuki     | Roser Vilches       |
| Lemo       | Tomokazu Sugita | Pep Ribas           |
| Cèl·lula   | Norio Wakamoto  | Francesc Belda      |
| Gamma 1    | Hiroshi Kamiya  | Cesc Martínez       |
| Gamma 2    | Mamoru Miyano   | Hector García       |
| Dr. Hedo   | Miyu Irino      | Iván Priego         |
| Magenta    | Volcà Ōta       | Jordi Boixaderas    |
| Carmine    | Ryōta Takeuchi  | Joan Carles Gustems |

## Producció
La producció de Bola de Drac Super: el Superheroi va començar abans del llançament de Bola de Drac Super: Broly. És la primera pel·lícula de la franquícia que es produeix en gran part en CGI, i la quarta que compta amb una gran implicació del creador de la sèrie Akira Toriyama, que n'ha proporcionat el concepte original i els dissenys dels personatges.
Per diferenciar la pel·lícula de les anteriors, en Cor Petit i en Son Gohan són els personatges principals (i no en Goku i en Vegeta) i l'Exèrcit de la Cinta Vermella tornen a aparèixer com a dolents. Toriyama va dissenyar personalment els personatges de l'Exèrcit de la Cinta Vermella, així com els seus vehicles. L'ús d'animació CGI va ser una decisió presa per Kodama, que té experiència en el camp.
Kodama també ha dit que la narració explorarà més el drama humà, sobretot la idea que en Son Gohan sigui un guerrer i un erudit alhora. Toriyama va dir que volia que la trama se centrés en la relació Son Gohan-Cor Petit, atès que en Cor Petit motiva en Son Gohan a lluitar encara més que el seu pare, en Goku.

## Comercialització

### Novel·lització
El 14 de juny de 2022 es va publicar una novel·lització de la pel·lícula escrita per Masatoshi Kusakabe. En la seva primera setmana, se'n van vendre 3.946 còpies, la qual cosa la converteix en la novena novel·la lleugera més venuda al Japó.

### Tràilers
El 29 de juliol de 2022 Crunchyroll va publicar el primer tràiler en català. El 20 d'agost va emetre el segon tràiler, que en el seu primer dia va superar les 10.000 reproduccions en català a Youtube, 4.000 més que el tràiler en castellà.

## Estrena
La pel·lícula s'havia d'estrenar inicialment al Japó el 22 d'abril de 2022, però es va ajornar a l'11 de juny després que hackegessin Toei Animation. La pel·lícula es va estrenar en IMAX, 4DX, Dolby Cinema i MX4D. Com que 20th Century Fox Japan va tancar el 2020, no va participar en la producció i distribució de Bola de Drac Super: el Superheroi. Com a tal, Toei va distribuir la pel·lícula al Japó per si mateixa, convertint-se en la primera pel·lícula de Bola de Drac estrenada de manera independent des de Bola de Drac: El camí per ser el més fort, vint-i-sis anys abans.
Crunchyroll va anunciar que distribuiria la pel·lícula fora del Japó amb Sony Pictures Entertainment, excepte a Amèrica del Nord, on la publicaran pel seu compte. Aquesta serà la primera pel·lícula de Bola de Drac distribuïda sota la marca Crunchyroll, després que Sony adquirí Funimation el 2021 i fusionés les dues empreses. La mateixa empresa també portarà la pel·lícula en català i s'estrenarà per cinemes el 2 de setembre de 2022.

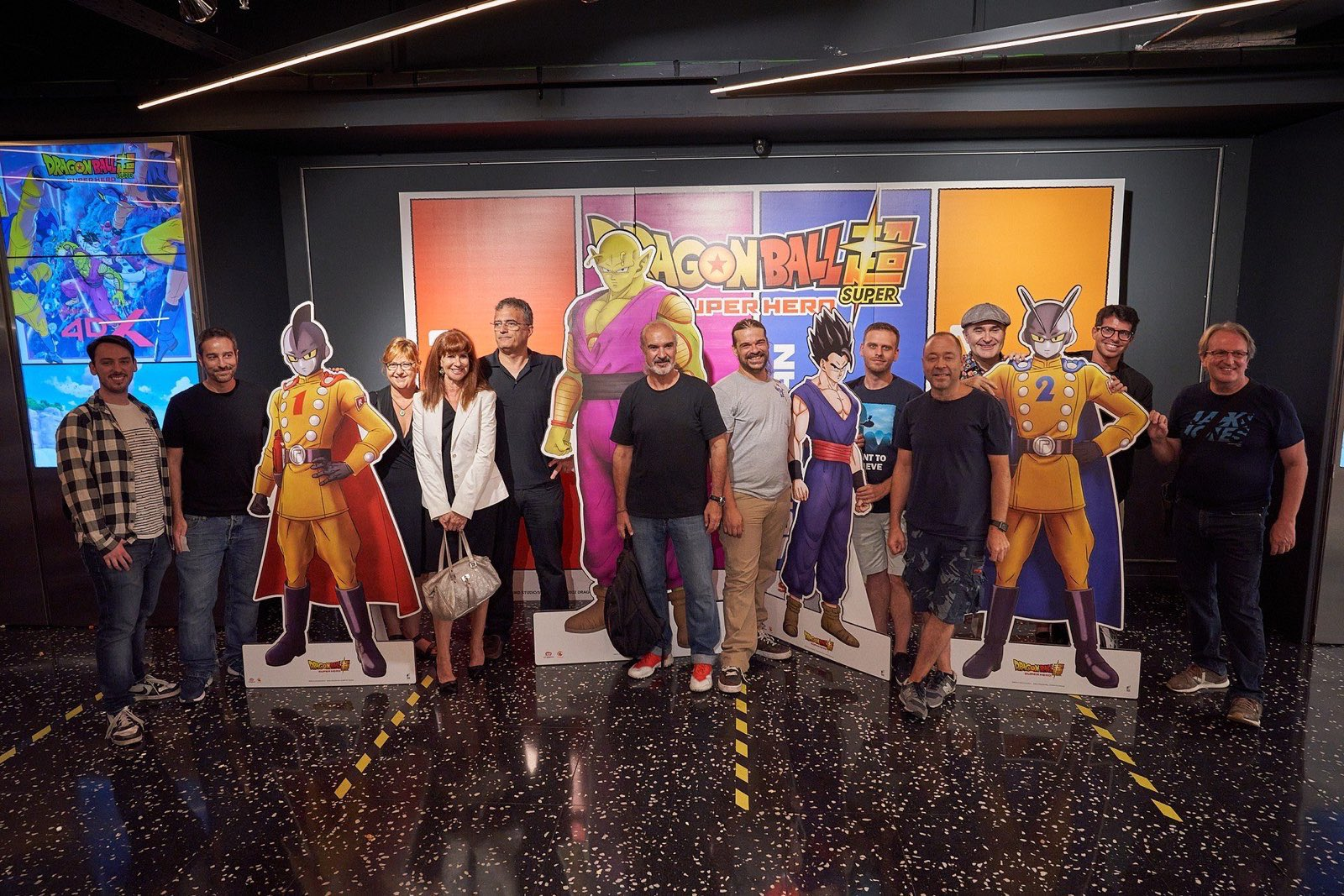
Preestrena de la pel·lícula, l'1 de setembre de 2022

La preestrena de la versió doblada al català va tenir lloc l'1 de setembre de 2022, un dia abans de la seva estrena, a Filmax Gran Via, a Barcelona, on va assistir la consellera de Cultura de la Generalitat de Catalunya Natàlia Garriga i diversos dobladors de la pel·lícula. Per la seva banda, El Racó del Manga i Arenes Multicines van organitzar una estrena el dia amb la intervenció dels dobladors i del secretari de Política Lingüística Francesc Xavier Vila. Va conduir l'acte Magori de La Nit Friki, especialista en l'univers Bola de Drac, i hi van participar David Jenner, doblador de Son Johan; Xavi Fernández, que dobla Cor Petit, i Meritxell Ané, la veu de Pan, que després de la projecció van signar davant el fotoreclam promocional del Racó del Manga.
La nova entrega es va estrenar en català a 49 sales de Catalunya, cinc del País Valencià, dues de Mallorca i una d'Andorra.
El 13 de juliol de 2023 es va incorporar al catàleg en línia de la plataforma Crunchyroll, cosa que va representar la incorporació per primer cop d'un producte en català al lloc web.

## Rebuda

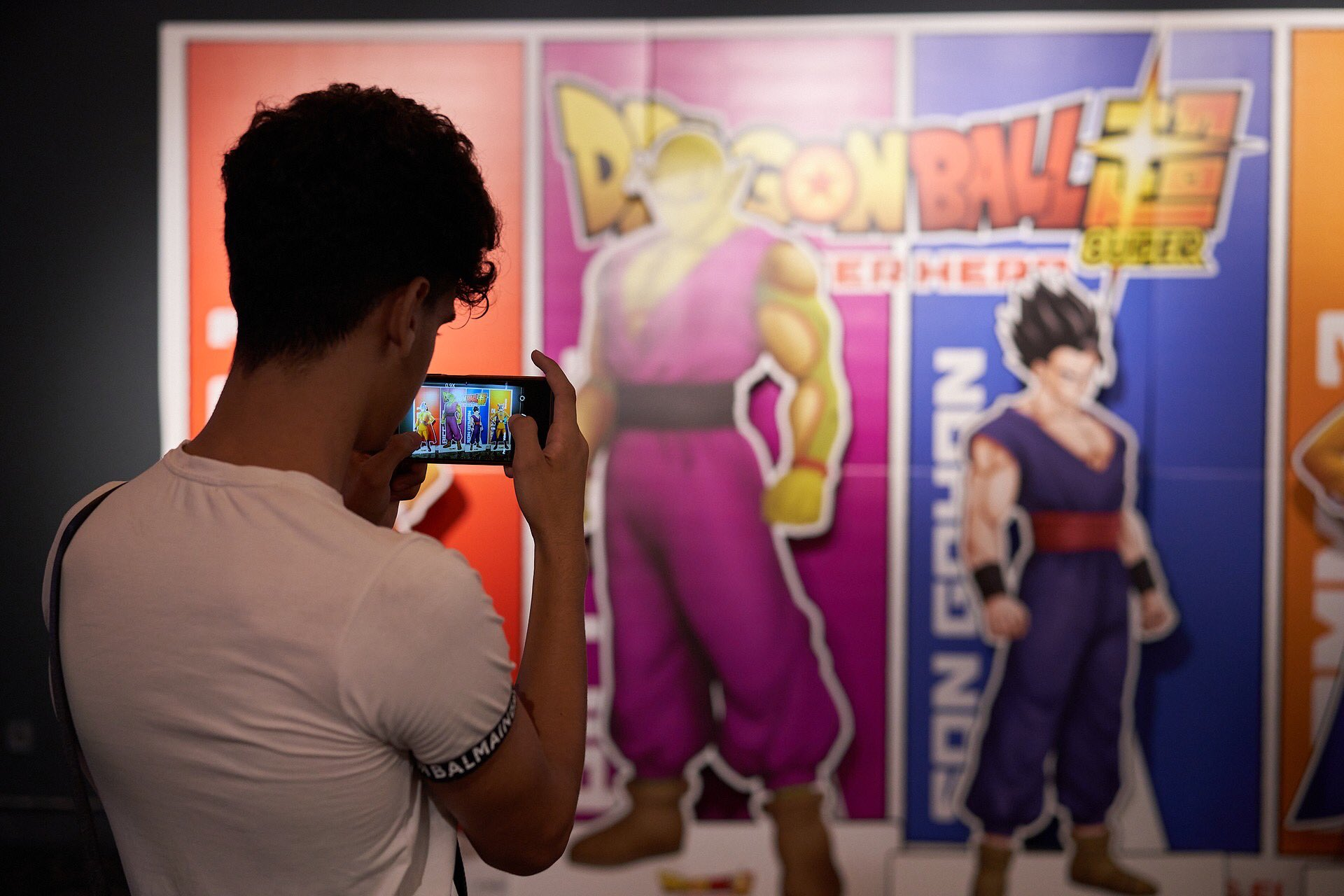
Fotoreclam de la pel·lícula

### Taquilla

#### Japó
Bola de Drac Super: el Superheroi va encapçalar la taquilla japonesa el cap de setmana d'estrena, en el qual se'n van vendre 498.000 entrades, guanyant uns 4,98 milions de dòlars. El segon cap de setmana, la pel·lícula va caure al segon lloc darrere de Top Gun: Maverick, tot i que encara va guanyar uns 9,45 milions de dòlars amb 947.000 entrades. Després de 12 dies d'estrena, la pel·lícula havia venut més d'un milió d'entrades. El tercer cap de setmana, la pel·lícula es va mantenir en segon lloc, guanyant uns 1,71 milions de dòlars amb 166.000 entrades. Va vendre acumuladament 1,21 milions d'entrades i va guanyar uns 12,11 milions de dòlars.
El quart cap de setmana de llançament, la pel·lícula va caure al quart lloc de la taquilla, guanyant uns 1,13 milions de dòlars. De manera acumulada, ha guanyat 1.900 milions de iens amb 1,4 milions d'entrades venudes, superant la pel·lícula The Quintessential Quintuplets i així es va convertir en la quarta pel·lícula d'anime japonesa més taquillera del 2022.

#### Estats Units
Als Estats Units, va liderar la taquilla el cap de setmana d'estrena amb una recaptació de 20 milions de dòlars. La cinta es va distribuir a gairebé 4.000 sales de cinema estatunidenques.